# Heinz Schaubach
Heinz Schaubach (* 26. Oktober 1886 in Alzey; † 5. April 1970) war ein deutscher Unternehmer in der Porzellanbranche.

## Leben
Nach dem Besuch der Realschule und der Wiesbadener Kunstgewerbeschule, die er mit dem Prädikat „Hervorragend“ absolvierte, erlernte er den Beruf als Modelleur von der Pike auf. Bereits im Alter von nur 23 Jahren verhalf er der Bauerntöpferei in Mainz-Finthen zu neuer Blüte.
Als er aus dem Ersten Weltkrieg zurückkehrte, war die Töpferei in Finthen zum Großteil zerstört. Ein Angebot der Porzellanfabrik Fraureuth führte den ambitionierten Künstler zum damaligen Tochterunternehmen, zur Wallendorfer Porzellanmanufaktur nach Lichte in Thüringen und weckte seine Begeisterung für die Porzellanherstellung. Dort übernahm er die Leitung der Kunstabteilung. Als der Betrieb 1926 der Weltwirtschaftskrise zum Opfer fiel und Konkurs anmeldete, war er zum Direktor der Kunstabteilung des Gesamtunternehmens aufgestiegen.
Heinz Schaubach erwarb aus der Konkursmasse den Unternehmensanteil in Neuhaus am Rennweg-Wallendorf und machte diesen unter der Firma Schaubachkunst berühmt. 1940 erweiterte er sein Unternehmen und gründete den Betrieb Heinz Schaubach Unterweißbach, aus den 1936 in Konkurs gegangenen Unterweißbacher Werkstätten für Porzellankunst. Er führte beide Unternehmen erfolgreich, bis diese 1953 von der DDR-Regierung enteignet wurden. Danach verließ er die DDR und kehrte in seine Heimatstadt Mainz zurück.
In den folgenden Jahren widmete Heinz Schaubach sein Interesse voll und ganz der Geschichte des Porzellans sowie deren Künstler und Modelle. Schaubach war Mitglied der Ehrbaren Mainzer Weinzunft von 1443 und gleichzeitig deren erster Gestalter der Zunftchronik. Der Unternehmer stiftete im Jahr 1962 das Schoppenstecher-Standbild der Stadt Mainz anlässlich ihrer 2000-Jahr-Feier. Unter anderem beschäftigte er sich tiefgründig mit dem Lebenswerk des Bildhauers Johann Peter Melchior, ehe er am 5. April 1970 im Alter von 84 Jahren starb.

## Quelle
- Firmengeschichte der Wallendorfer Porzellanmanufaktur seit 1764
- Schaubachkunst

| Personendaten    | Personendaten                                                             |
| ---------------- | ------------------------------------------------------------------------- |
| NAME             | Schaubach, Heinz                                                          |
| KURZBESCHREIBUNG | deutscher Unternehmer und Inhaber Wallendorfer Porzellan / Schaubachkunst |
| GEBURTSDATUM     | 26. Oktober 1886                                                          |
| GEBURTSORT       | Alzey                                                                     |
| STERBEDATUM      | 5. April 1970                                                             |
| STERBEORT        | Mainz                                                                     |